# Лакси (станция)
Лакси (тайск. หลักสี่) — станция на главной линии, расположенная в одноимённом районе Бангкока. Управляется компанией «Государственные железные дороги Таиланда».

## Общие сведения
Установленный километраж — 17,57 км от станции Хуалампхонг.
Станции Лакси присвоена 1 классность.
Вблизи станции расположены:
- Научно-исследовательский институт Чулабхорн;
- Храм Лакси.